# George Steevens
Pour les articles homonymes, voir Steevens.
George Steevens, né le 2 mai 1736 et mort le 22 janvier 1800 est une figure majeure de l'érudition shakespearienne au XVIIIe siècle et l’éditeur de plusieurs éditions de l’œuvre de William Shakespeare.

## Catalogue
- Twenty of the Plays of Shakespeare, 1766 (Vingt pièces de Shakespeare) ;
- The Works of Shakespeare with the Corrections and Illustrations of Various Commentators, 10 vols., 1773.